# Benjamin Glazer
Benjamin Glazer (Belfast, 7 maggio 1887 – Los Angeles, 18 marzo 1956) è stato uno sceneggiatore e produttore cinematografico statunitense.
È stato uno dei 36 membri fondatori dell'Academy of Motion Picture Arts and Sciences (AMPAS) che nasce nel 1927, un'organizzazione per il miglioramento e la promozione mondiale del cinema. L'accademia, nel 1929, creò il Premio Oscar.
Vinse l'Oscar alla migliore sceneggiatura non originale nel 1929 per il film Settimo cielo e nel 1941 l'Oscar al miglior soggetto per Arrivederci in Francia.

## Filmografia parziale

### Sceneggiatore
- A Trip to Paradise, regia di Maxwell Karger  - adattamento (1921)
- Maschere russe (You Never Know Women), regia di William A. Wellman - sceneggiatura (1926)
- The Skyrocket, regia di Marshall Neilan - sceneggiatura (1926)
- Ragione per cui (Memory Lane), regia di John M. Stahl - soggetto e sceneggiatura (1926)
- Il manto di ermellino (The Lady in Ermine), regia di James Flood - adattamento (1927)
- Settimo cielo (Seventh Heaven), regia di Frank Borzage (1927)
- Passione di principe (Paid to Love), regia di Howard Hawks - adattamento (1927)
- La sete dell'oro (The Trail of '98), regia di Clarence Brown - sceneggiatura (1928)
- Two Kinds of Women, regia di William C. de Mille - sceneggiatura (1932)